# دیشب به سیل اشک ره خواب می‌زدم
غزلی با مطلع «دیشب به‌سیل اشک ره خواب می‌زدم»، غزل شمارهٔ ۳۲۰ از دیوانِ حافظ در تصحیحِ محمد قزوینی و قاسم غنی است.

## در اجراها
محمود محمودی خوانساری در برنامهٔ شمارهٔ ۶۵ از مجموعهٔ برگ سبز این غزل را در دستگاهِ سه‌گاه اجرا کرده است.